# Erich Fleischer Verlag
Die Erich Fleischer Verlag GmbH & Co KG ist ein Fachverlag für Steuerrecht mit Sitz in Achim bei Bremen.

## Geschichte
Der Verlag wurde 1954 von Steuerberater Erich Fleischer in Bremen gegründet. 1962 erfolgte der Umzug nach Achim, wo sich heute der Sitz des Verlags mit Lektorat, Herstellung und Marketing sowie ein Logistikzentrum befinden. Der Verlag beschäftigt ca. 15 feste Mitarbeiter. Der Verlag wird als GmbH & Co KG betrieben. Geschäftsführer sind der Diplom-Betriebswirt Thomas Holzer und Gerhard Schröter.

## Verlagsprogramm
Zum Verlagsprogramm gehören verschiedene Fachbuchreihen zum deutschen Steuerrecht, die bekannteste ist die 16 Bände umfassende Grüne Reihe, welche ursprünglich gemeinsam mit der Deutschen Steuer-Gewerkschaft für die Ausbildung und das Studium für den gehobenen Dienst in der Steuerverwaltung konzipiert wurde.
Der Verlag wendet sich vor allem an Praktiker, Berater, Studierende und Auszubildende im Steuerrecht. Speziell für Steuerberater werden seit Ende der 1950er Jahre die ersten monatlichen Mandanteninformationen angeboten. Digitale Informationsdienste und Dokumentationssammlungen in Off- und Onlineanwendungen kamen im Laufe der Zeit hinzu. Mit dem Otto Schmidt Verlag besteht seit 2020 eine Zusammenarbeit; die wichtigsten Fachbücher des Erich Fleischer Verlages sollen danach auch in den Online-Modulen des OSV erscheinen.

### Fachbuchreihen
- Die Grüne Reihe – Steuerrecht für Studium und Praxis
- Steuer-Seminar – Praktische Fälle des Steuerrechts
- Sonderbände – Praxis Ratgeber
- Prüfungsbände

### Fachzeitschriften
- Steuer-Seminar
- steuer-aktuell

### Textausgaben
- steuer-lexikon Gesetze
- steuer-lexikon Richtlinien

### Service für Steuerberater
- Mandanteninformationen
- Homepage-Service